# Головмох Клінгрефа
Головмох Клінгрефа (Bryum klinggraeffii) — вид мохів порядку головмохальних (Bryales).

## Поширення
Ареал охоплює такі частини світу: Європа, Північна Америка.
Населяє вологий пошкоджений ґрунт на полях, у сільськогосподарських умовах; від низьких до помірних висот (0–800 метрів).

## Характеристика
Рослини дрібні, від зелених до жовто-зелених. Стебла 0.4–2(3) см; ризоїди від блідо-коричневого до коричневого кольору. Листки нещільно посаджені, яйцювато-ланцетні, слабо увігнуті, 0.4–1.5(2) мм; краї плоскі проксимально, дистально зубчасті; верхівка від гострої до загостреної. Спеціалізоване нестатеве розмноження ризоїдальними бульбами, на довгих ризоїдах у ґрунті, від червоного до малинового кольору, неправильної сферичної форми, 60–100(120) мкм. Вид дводомний. Коробочка похила чи поникла, 2–4 мм.